# Референдум о независимости Южного Судана
Рефере́ндум о незави́симости Ю́жного Суда́на (англ. Southern Sudanese independence referendum, араб. استفتاء جنوب السودان‎) — референдум по вопросу независимости Южного Судана от Судана, который прошёл с 9 по 15 января 2011 года, в соответствии с Найвашским соглашением 2005 года между Народной армией освобождения Судана и центральным правительством Судана о завершении гражданской войны.
Первые официальные предварительные итоги волеизъявления были объявлены 30 января в Джубе, суммарные предварительные итоги были представлены 2 февраля в Хартуме, а окончательные результаты плебисцита были объявлены 7 февраля, тоже в Хартуме. Независимость, в соответствии с итогом референдума, Юг мог официально получить не ранее 9 июля 2011 года, поскольку именно на эту дату было намечено официальное провозглашение нового государства. Власти Судана в итоге официально признали Южный Судан днём ранее, 8 июля.

## История

Регионы и спорные территории Судана:
Южный Судан (участник референдума 2011).
Район Абьей (планировавшийся участник референдума 2011).
Южный Кордофан и Голубой Нил (участники «всенародного опроса»).

22 июля 2009 года третейский суд в Гааге решил спор вокруг границы у города Абьей на границе между Югом и Севером, возникший в 2005 году после начала перемирия. Границы округа были откорректированы, а жители получили право определить его принадлежность к Южному Судану в 2011 году.
Помимо референдума в Южном Судане, в соответствии с Найвашским соглашением, должен быть также определён статус провинций Южный Кордофан (включая южные округа упразднённого в 2005 году в соответствии с Найвашским соглашением вилаята Западный Кордофан) и Голубой Нил. В отличие от Абьея, для этих территорий референдум о вхождении в состав Южного Судана не был предусмотрен. Статус данных территорий должен быть определён путём «всенародного опроса», который в Голубом Ниле начался с подготовки в декабре 2010 года, стартовал 14 января 2011 и продлится до февраля 2011 года, а в Южном Кордофане отложен до 9 июля того же года. После проведения каждого опроса доклад о его итогах будет отправлен руководству Судана для окончательного утверждения. В случае, если будет признано, что большинство населения этих штатов недовольно реализацией договора от 2005 года, то будут проведены переговоры о заключении нового мирного соглашения между представителями данных регионов и центральным правительством Судана, а также, как ранее в Южном Судане, в этих вилаятах будут созданы собственные автономные правительства. Механизм проведения и значение результатов опроса изначально не были чётко обозначены.
27 мая 2010 года президент Судана Омар аль-Башир пообещал провести в намеченный срок, в январе 2011 года, референдум по самоопределению Южного Судана. В подготовке к референдуму приняли активное участие сотрудники ПРООН, при их содействии было создано более 3000 центров для регистрации избирателей и обучено около 8000 работников таких центров. 15 ноября 2010 года началась регистрация избирателей. 29 декабря было сообщено, что в столицы Судана (Хартум) и Южного Судана (Джуба) доставлено более 4 миллионов бюллетеней для проведения референдума. Бланки были напечатаны в Великобритании на выделенные международными организациями на проведение плебисцита деньги. На каждом из бюллетеней изображены две картинки: поднятая вверх рука, означающая голос за независимость Юга, и две сжатые руки, означающие единый Судан. В тот же день появилась информация, что в районе Абьей референдум 9 января не состоится.
4 января 2011 года президент Судана Омар аль-Башир во время визита в южносуданскую столицу Джубу пообещал признать любые итоги плебисцита, а также помочь южанам создать безопасное и стабильное государство в случае, если они проголосуют за отделение от Севера. Кроме того, он выразил от имени своего правительства готовность принять участие в официальных празднованиях по случаю образования нового государства, если на референдуме южане выскажутся за получение независимости.
6 января было сообщено, что референдум в районе Абьей перенесён на неопределённый срок из-за нерешённости ряда организационных вопросов по его проведению, главным из которых стало отсутствие компромисса по составу электората, поскольку власти Севера настаивают на участии в голосовании представителей арабских кочевых племён, которые в регионе постоянно не проживают, но регулярно его посещают во время своих кочевий.
7 января Совет Безопасности ООН выразил признательность Омару аль-Баширу и лидеру Южного Судана Салве Кииру за их вклад в подготовку референдума, а также «глубокое сожаление» по поводу отсутствия соглашения о будущем района Абьей, голосование в котором в итоге было перенесено на неопределённый срок.
8 января, за день до начала референдума, в ряде южных штатов произошли столкновения между группами повстанцев, а также попытка нападения на силы безопасности, по мнению представителя которых, целью этих действий был срыв плебисцита. В целом же, по словам министра внутренних дел Южного Судана, обстановка в регионе накануне референдума была спокойной и безопасной. Также он заявил, что для охраны правопорядка на период голосования будут задействованы 40 000 полицейских и военнослужащих. В тот же день в столице Юга Джубе прошли последние митинги сторонников независимости, за которую, по результатам исследований общественного мнения, на тот момент планировали голосовать 97 % участников опросов, что не сильно отличалось от результатов проведённого годом ранее аналогичного исследования общественного мнения, когда за независимость высказалось также более 90 % респондентов.
9 января плебисцит стартовал, в тот же день в Тель-Авиве 300 беженцев из Южного Судана провели демонстрацию в поддержку независимости.
10 января появилась информация, что с 7 по 9 января в районе Абьей, референдум по принадлежности которого был отложен, между отрядами племён динка и арабских кочевников были зафиксированы вооружённые столкновения, жертвами которых стали, по разным данным, от 23 до более чем 60 человек. Представители динка обвинили руководство Судана в поддержке и вооружении военизированных арабских отрядов с целью дестабилизации обстановки в регионе и срыва голосования. По словам губернатора вилаята Южный Кордофан, столкновения удалось прекратить совместными усилиями властей по устранению причин конфликта.
11 января министр внутренних дел Южного Судана сообщил о нападении вооружённых арабов на колонну (37 автобусов и 7 трейлеров) беженцев, следовавшую из Хартума в Южный Судан для участия в голосовании, в результате чего 10 человек погибли и 18 получили ранения, а колонне пришлось вернуться назад. В связи с этим власти Юга призвали ООН разместить войска на границе с Севером. Официальный представитель вооружённых сил Судана заявил, что не имеет информации об этом инциденте, никаких сигналов по этому поводу не поступало и суданская армия не причастна к происшествию, а утверждения представителей Юга о связях Севера с приграничными отрядами арабских племён являются, по его мнению, ложными. В тот же день представитель правящей на Севере партии обвинил власти Юга в искусственном нагнетании обстановки на пограничных территориях с целью добиться положительного для себя решения вопроса о принадлежности района Абьей.
Процесс голосования прошёл в намеченные сроки без каких-либо существенных инцидентов.
4 февраля появилась информация, что за несколько дней до объявления итогов референдума произошли столкновения между солдатами федеральной армии Судана на границе Севера и Юга. По некоторым данным, в результате конфликта несколько военных были убиты, кроме того, в столице штата Верхний Нил городе Малакаль получило ранения также некоторое число мирных жителей. 5 февраля было сообщено, что, по уточнённым данным, во время перестрелки погибли не менее 20 человек, включая детей. Сам конфликт произошёл на почве разделения армейских подразделений на южные и северные ввиду южносуданского референдума, поскольку в дислоцированных в Малакале подразделениях ВС Судана служит много уроженцев Юга, взятых ранее из ополчения и проводивших боевые операции на стороне Севера во время гражданской войны, и часть из них отказалась передислоцироваться в северные вилаяты Судана. В ходе противостояния стрельба велась из миномётов и крупнокалиберных пулемётов. По информации представителя гуманитарной миссии управления Верховного комиссара ООН по делам беженцев, в результате данного инцидента, помимо суданских военнослужащих, погибли два ребёнка и водитель грузовика. По информации на 6 февраля количество погибших в этом конфликте возросло до 30 человек. В тот же день было сообщено, что это противостояние распространилось и на другие округа штата, общее число погибших возросло до 50 человек, а в боестолкновениях были задействованы также и танки.

## Правила проведения

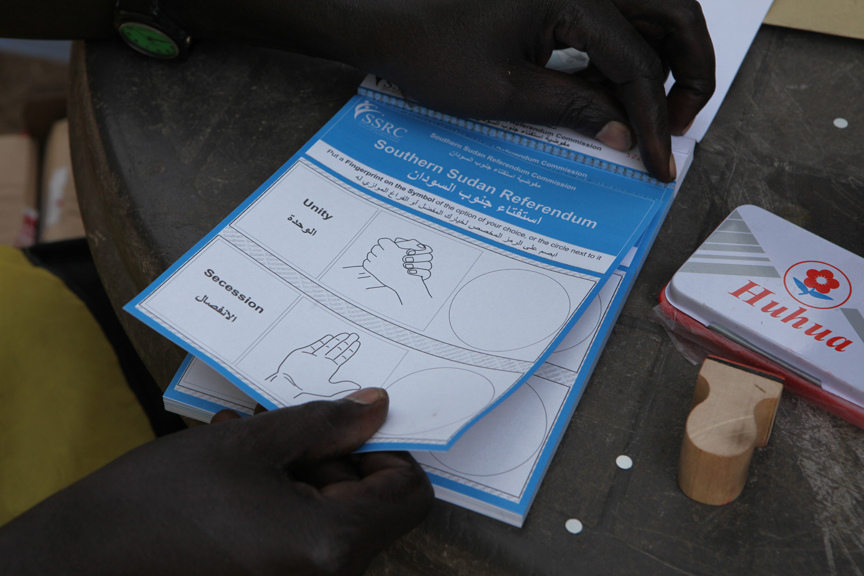
Бюллетень для голосования.

22 декабря 2009 года парламент Судана одобрил закон, установивший правила проведения референдума 2011 года. Южному Судану будет предоставлена независимость, если за неё проголосует более 50 % участников плебисцита при явке не менее 60 %. Процесс голосования прошёл с 9 по 15 января, а его окончательные результаты, как предполагалось, должны были быть объявлены 6 февраля, однако позднее глава бюро по проведению референдума уточнил, что предварительные итоги будут объявлены 31 января, а окончательные 14 февраля, но под конец срока голосования глава комиссии по проведению плебисцита сообщил, что предварительные данные по десяти штатам Южного Судана ожидаются 30 января, а итоги по всему Судану и участкам за границей бюро планирует объявить 2 февраля.
По завершении процесса голосования председатель комиссии по проведению референдума уточнил, что в случае, если никто из участников процесса плебисцита не подаст официальных жалоб на нарушения в ходе волеизъявления, то комиссия планирует обнародовать окончательные итоги 6 февраля, и только в случае наличия жалоб от какой-либо из сторон итоги референдума будут объявлены 14 февраля в Хартуме. Всего же на подсчёт голосов было отведено 30 дней. Пункты голосования в первые 2 дня были открыты с 08:00 до 17:00 (окончание светового дня в регионе) по местному времени, а вечером 10 января, по завершении второго дня голосования, время их работы было продлено до 18:00. Подсчёт результатов референдума и обнародование его итогов должны были начаться сразу же после появления в пунктах голосования первых голосующих и затем осуществляться ежедневно, однако в первый день голосования председатель бюро по проведению референдума заявил, что подсчёт голосов начнётся только после завершения плебисцита 15 января, в 18:00 по местному времени. Результаты подсчитывались сначала в каждом штате, а затем отправлялись в центр. Итоги же голосования южносуданцев за границей, с участков по проведению референдума в 8 зарубежных странах, поступали в столицу Судана Хартум.

## Избиратели

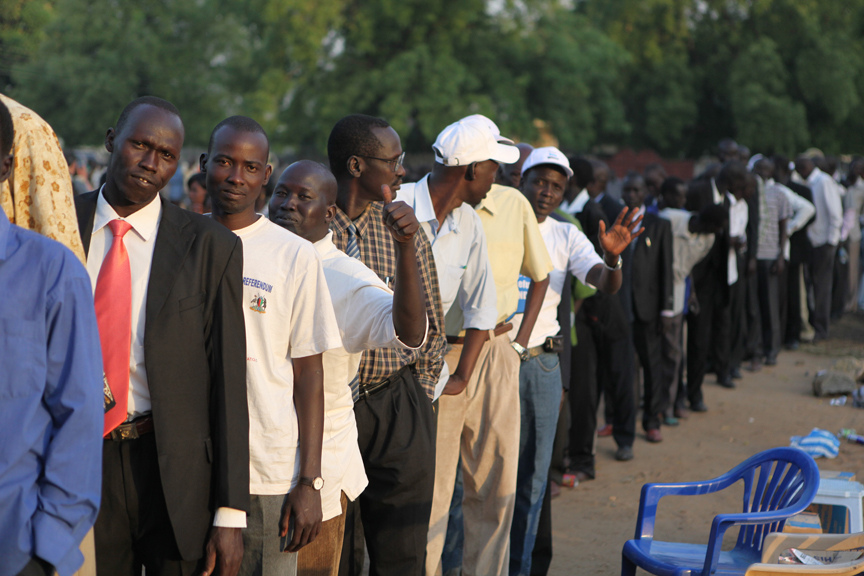
Участники голосования 9 января в Джубе.

3 января 2011 года было сообщено, что для участия в голосовании зарегистрировалось 4 млн человек, из которых 95 % проживают в Южном Судане, а оставшиеся 5 % живут либо за границей, либо в северной части Судана. В частности, в граничащем с Югом конфликтном для Судана западном регионе Дарфуре для участия в данном референдуме было зарегистрировано около 23 000 человек, для волеизъявления которых было создано 20 участков по проведению референдума. По данным ООН, всего на конец декабря было зарегистрировано 3,7 миллиона участников голосования непосредственно в Южном Судане, 116 311 в северной части Судана и 60 243 за границей, для волеизъявления которых были созданы участки по проведению референдума в 8 странах: Австралии, Великобритании, Египте, Канаде, Кении, США, Уганде и Эфиопии. 52 % зарегистрированных участников составили женщины.

### Распределение по штатам
По данным главы бюро по проведению референдума количество зарегистрированных избирателей распределилось по штатам Южного Судана следующим образом:
| Штат                     | Кол-во    |
| ------------------------ | --------- |
| Вараб                    | 469 605   |
| Верхний Нил              | 351 568   |
| Восточная Экватория      | 467 620   |
| Джонглий                 | 429 043   |
| Западная Экватория       | 215 313   |
| Западный Бахр-эль-Газаль | 164 497   |
| Западный Верхний Нил     | 500 975   |
| Озёрный                  | 300 200   |
| Северный Бахр-эль-Газаль | 387 143   |
| Центральная Экватория    | 467 851   |
| Всего                    | 3 753 815 |

## Наблюдатели

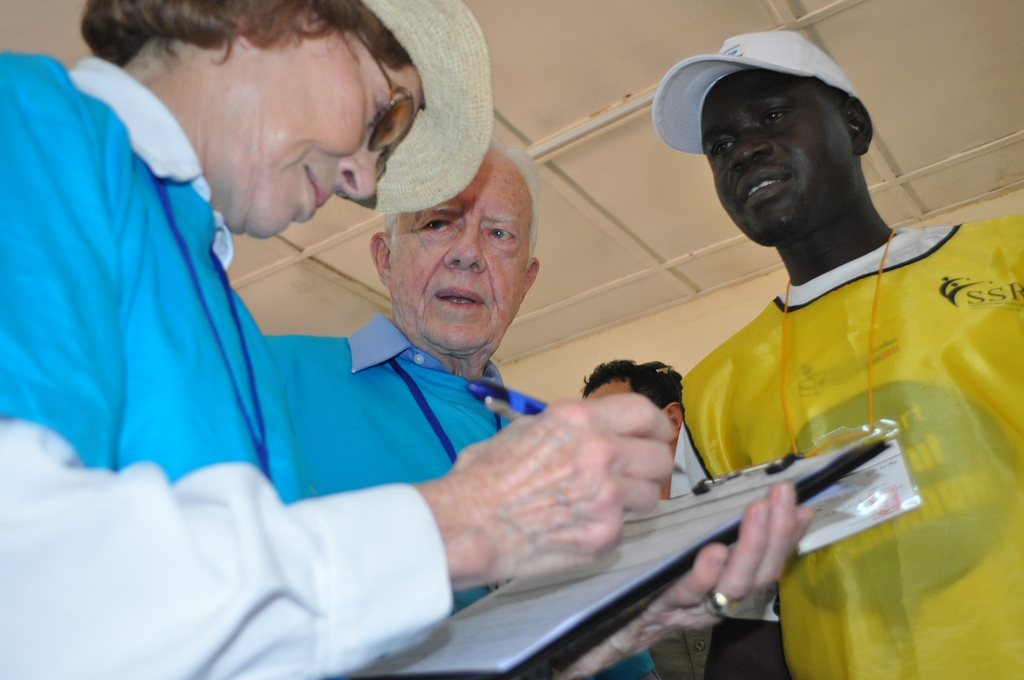
Джимми Картер (в центре) на участке для голосования 11 января в Джубе.

Для контроля за проведением референдума ряд международных организаций решили направить своих представителей. В частности, от американского центра Картера было аккредитовано в качестве наблюдателей более 100 человек, что стало самым многочисленным представительством, наряду с командой Евросоюза. Делегацию возглавили экс-президент США Джимми Картер, бывший генеральный секретарь ООН Кофи Аннан и бывший премьер-министр Танзании Джозеф Вариоба. Чтобы следить за ходом голосования представители делегации были направлены во все районы севера и юга Судана, где проходил референдум, кроме того, наблюдатели провели встречи с рядом политических лидеров страны. Также на плебисцит были направлены делегации от Африканского союза и Лиги арабских государств, 4 (по другим данным 7) наблюдателя от России и представители КНР, всего же, по предварительным данным бюро по проведению референдума, следить за его ходом должны были около 17 000 наблюдателей, как местных, так и из большинства других стран мира. Однако в первый день голосования стало известно, по словам председателя бюро по проведению референдума, что за плебисцитом следили более 20 000 международных и местных наблюдателей и ещё свыше 1000 журналистов освещали его ход. Кроме того, в Южном Судане был дислоцирован военный контингент миссии ООН численностью в 10 000 человек.
Также поддержать жителей региона во время референдума прибыл известный актёр Джордж Клуни, который ранее, вместе с ООН и рядом других организаций (среди которых Гарвардский университет и Google), запустил проект спутникового наблюдения за территорией Судана под названием Satellite Sentinel Project, целью которого является предотвращение военных преступлений путём раннего оповещения в случае угрозы безопасности населения или иных нарушений прав человека в стране. В рамках данного проекта спутники над Суданом должны фотографировать массовые перемещения людей, обстрелянные или сожжённые деревни и прочие свидетельства насилия. По словам самого Клуни, одна из задач проекта состоит в том, чтобы потенциальные виновные в геноциде и других военных преступлениях знали, что за их действиями наблюдает весь мир.

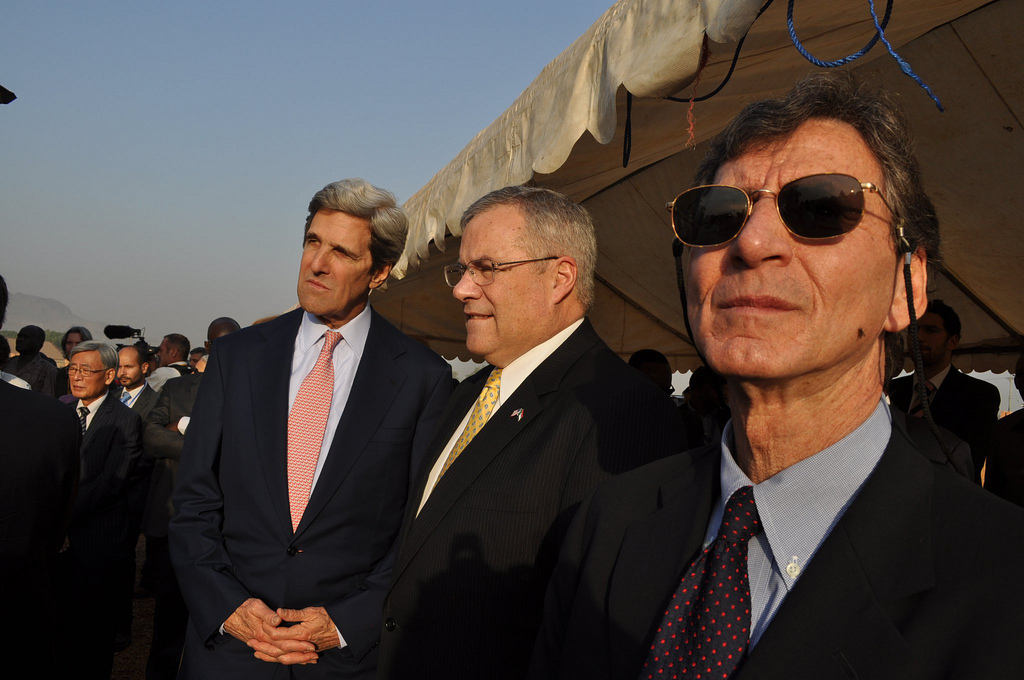
Джон Керри (слева) и другие официальные лица на открытии голосования 9 января в Джубе.

Помимо этого, в первый день голосования в Джубу прибыл председатель комитета по иностранной политике Сената США, бывший кандидат в Президенты США (на выборах 2004 года) Джон Керри, который неоднократно посещал Южный Судан и в ходе подготовки к проведению референдума.
17 января в предварительном докладе наблюдателей от американского центра Картера были подтверждены озвученные в ходе референдума выводы о том, что его проведение в целом соответствовало международным стандартам демократических выборов, а голосование проходило в мирной и спокойной атмосфере, за исключением отдельных инцидентов. Также в докладе было отмечено, что плебисцит заслуживает доверия.

## Подготовка к голосованию
По данным сотрудников ООН в ходе подготовки к референдуму были выявлены факты ограничений в отношении СМИ, а также произвольных арестов и задержаний. По данным руководителя миссии наблюдателей Евросоюза агитация перед голосованием как на Юге, так и на Севере велась только в пользу одной стороны: на Севере не распространялись материалы в пользу отделения, а на Юге не было ни одного плаката за единое государство.

## Ход референдума

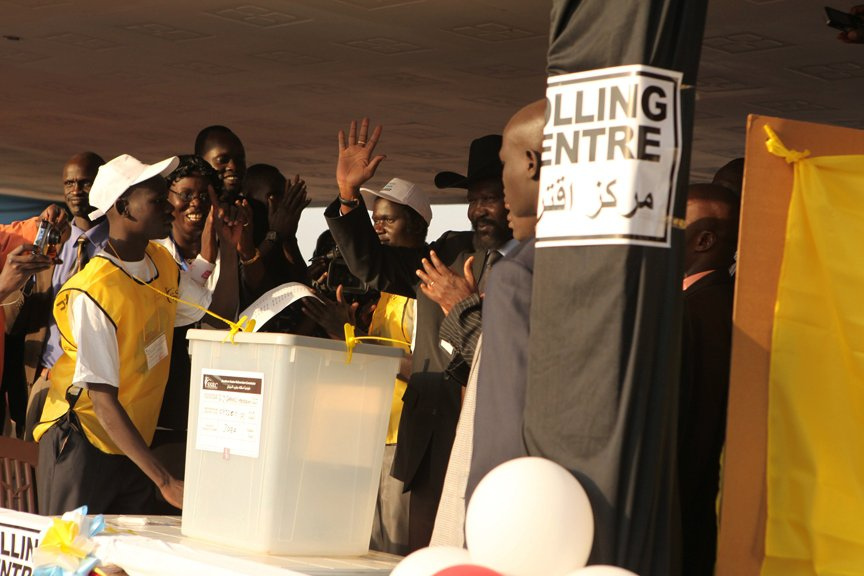
Салва Киир на участке для голосования.

Референдум начался, как и было запланировано, 9 января в 08:00 по местному времени на 2638 участках по проведению референдума, объединённых в 79 округов. День голосования был объявлен в Южном Судане выходным. Глава региона Салва Киир прибыл первым для участия в голосовании на участок, где находится могила бывшего лидера Южного Судана Джона Гаранга.
Многие жители Юга пришли на референдум ещё до начала голосования, и поэтому дожидались открытия пунктов голосования в длинных очередях. Несмотря на это, по мнению российских наблюдателей, в техническом плане плебисцит был подготовлен на очень высоком уровне, поскольку механизм учёта голосов досконально продуман с учётом специфики региона, хотя технология довольно сложная, на одного человека, у каждого из которых был полный набор сопроводительных документов, тратилось до десяти минут. Однако сам процесс голосования был понятен даже тем, кто не умел читать и писать, а неграмотных в Южном Судане на момент проведения референдума было, по разным данным, от 75 до 85 % населения. В качестве недочёта отмечался факт отсутствия у некоторых голосующих информации о том, где находится место для голосования по соответствующему участку.
В 17:00 по местному времени, как и планировалось, пункты голосования закрылись, завершив, тем самым, первый день плебисцита, прошедший, по словам председателя бюро по проведению референдума, в нормальном режиме. Вечером 9 января министр внутренних дел Южного Судана также сообщил, что первый день голосования прошёл без инцидентов.
В понедельник 10 января глава комиссии по проведению референдума сообщил, что решено продлить голосование на один час в день, до 18:00. По его словам, это решение было принято для того, чтобы, во-первых, дать возможность всем желающим (особенно госслужащим) проголосовать в комфортном режиме, а во-вторых, облегчить работу сотрудникам, обслуживающим участки, которые были вынуждены трудиться на пределе своих сил из-за большого количества участников плебисцита.
11 января было сообщено, что уже в первые дни в штате Восточная Экватория свой выбор сделали более половины зарегистрированных участников, поэтому по некоторым участкам голосование могло завершиться досрочно. Если же где-то процесс волеизъявления не успел бы завершиться в назначенные сроки, то бюро по проведению референдума, по словам его руководителя, порекомендовало бы продлить плебисцит ещё на несколько дней.
12 января появилась информация, что за первые 3 дня голосования был преодолён необходимый для признания референдума состоявшимся барьер явки в 60 % избирателей, поскольку в плебисците за это время уже успели принять участие более 2,3 млн зарегистрированных участников, однако пресс-секретарь бюро по проведению референдума эти данные не подтвердила, подчеркнув, что комиссия имела связь только с 30 % участков, и поэтому на тот момент такие выводы делать было рано. В тот же день руководитель миссии наблюдателей Евросоюза оценила ход процесса голосования как хороший с технической точки зрения, поскольку сотрудники комиссий очень хорошо подготовлены, никаких угроз в адрес избирателей не поступало ни от одной из сторон, власти как на Севере, так и на Юге не создавали препятствий в его проведении, и в целом референдум проходил в спокойной и мирной обстановке, люди имели возможность свободно высказать своё мнение в соответствии с международными стандартами, беспокойство же вызывали только сообщения о столкновениях в районе Абьей. Прохождение процесса голосования в спокойной, нормальной обстановке в тот же день подтвердил и глава делегации российских наблюдателей Асламбек Аслаханов. Соответствие проведения южносуданского референдума международным стандартам также подтвердил находящийся на плебисците в качестве наблюдателя Джимми Картер.
13 января глава бюро по проведению референдума на пресс-конференции подтвердил факт волеизъявления более чем 60 % участников голосования, а также подчеркнул, что с начала плебисцита не было зафиксировано никаких инцидентов в области безопасности или иных нарушений порядка. При этом он отметил, что в штатах Восточная Экватория и Северный Бахр-эль-Газаль имелись проблемы с доставкой голосующих в пункты голосования, что, однако, не помешало завершить плебисцит в намеченные сроки.
14 января представитель правящей партии Судана оценил ход референдума как спокойный, мирный и в целом справедливый, а также подтвердил намерение Национального конгресса Судана признать итоги плебисцита.
15 января голосование завершилось, сразу же после закрытия пунктов голосования (по другим данным через час), в 18:00 по местному времени, начался подсчёт голосов. По данным председателя комиссии по проведению плебисцита, в Южном Судане проголосовали 3,135 млн (83 %) зарегистрированных участников из 3,75 млн, на севере же Судана в волеизъявлении приняло участие только 53 % (62 тыс. из 116,85 тыс.), а за границей явка составила 91 % (55-56 тыс.). Также он подтвердил, что референдум прошёл в очень мирной цивилизованной обстановке, а его результаты очень удовлетворительные, и состоятельность голосования подтверждена. Кроме того, было сообщено, что местные комиссии будут вывешивать результаты после подсчёта голосов, чтобы все желающие могли сразу ознакомиться с ними. Окончательные же итоги референдума, по его словам, комиссия планирует обнародовать 6 февраля в случае, если никто из участников процесса плебисцита не подаст официальных жалоб на нарушения в ходе волеизъявления. Если же жалобы от какой-либо из сторон поступят, то итоги референдума будут объявлены 14 февраля в Хартуме. За весь период голосования не было зафиксировано никаких существенных инцидентов в области безопасности.

## Итоги голосования

### Предварительные
Первые предварительные данные об итогах голосования поступили уже 16 января — на следующий день после завершения волеизъявления, поскольку избирательные комиссии занимались подсчётом всю ночь, начиная с вечера 15 января. В частности, по этим сведениям подавляющее большинство (97 % из 640 человек) участников референдума, живущих в Европе (где пункты голосования были только в Великобритании), проголосовало за отделение Южного Судана. Также по данным с 10 участков в столице Юга Джубе, где явка составила 95 %, из почти 30 000 обработанных бюллетеней 96 % были за независимость, 3 % за единство и 1 % бланков составили признанные недействительными.
19 января появилась информация, что комиссией по проведению плебисцита были опубликованы предварительные итоги подсчёта голосов, согласно которым в штатах Южного Судана от 94 до 99,9 % участников референдума проголосовало за независимость, а в Джубе за неё высказалось 97,5 %. Кроме того, явка, по этим данным, составила 96 %, что противоречило сделанному сразу после завершения голосования заявлению председателя комиссии по проведению плебисцита, в котором была объявлена цифра в 83 %.
21 января стало известно, что, по предварительным данным, только в одном районе большинство пришедших на референдум высказалось за единство Судана. Таковыми оказались результаты голосования маленькой группы южносуданцев в северосуданском вилаяте Южный Дарфур, где 63,2 % выбрали в бюллетене сохранение единой страны, и только 36,8 % поддержали сецессию Юга. По мнению главы бюро по проведению плебисцита в десяти южносуданских штатах, это вызвано тем, что из-за проблем с безопасностью в Дарфуре контроль за регистрацией участников голосования там был не всегда приемлемым, поэтому, воспользовавшись ситуацией, под видом южан для участия в референдуме и записались местные северяне.
23 января было сообщено, что в ряде округов число проголосовавших превысило количество зарегистрированных участников плебисцита, по данным представителей местной избирательной комиссии, результаты волеизъявления в 10 из 79 округов были «взяты в карантин», а решение об их учёте при общем подсчёте голосов будет принято позднее.
27 января на сайте Бюро по проведению южносуданского референдума появилась информация, что предварительные результаты голосования будут сначала представлены 30 января в Джубе в 2-х разных докладах комиссии по проведению референдума отдельно по волеизъявлению в Южном Судане, северных штатах Судана и за границей, а 2 февраля в Хартуме будут объявлены суммарные предварительные итоги референдума.
30 января в столице Южного Судана Джубе были объявлены первые официальные предварительные итоги волеизъявления, а 2 февраля сайт Бюро по проведению референдума сообщил, что, как и планировалось, в Хартуме были объявлены суммарные предварительные итоги.
6 февраля стало известно, что окончательные итоги плебисцита будут объявлены 7 февраля. Само оглашение результатов пройдёт в торжественной обстановке в Хартуме в «зале Дружбы», на церемонии будут присутствовать президент Судана Омар аль-Башир, глава Правительства Южного Судана Салва Киир, а также министры, депутаты парламента, дипломаты. Кроме того, было сообщено, что во время торжества лидеры Севера и Юга официально заявят о своём признании итогов голосования.

### Окончательные
7 февраля, за несколько часов до официального объявления итогов референдума, президент Судана Омар аль-Башир признал переданные ему на утверждение Комиссией по проведению плебисцита окончательные результаты голосования, которые затем были официально объявлены. Согласно им, за отделение Южного Судана было подано 98,83 % от общего числа признанных действительными бюллетений.
Распределение голосов на референдуме, согласно итогам голосования, следующее:
| Место                    | За отделение         | За единство      | Испорчено      | Пустые         | Всего                |
| ------------------------ | -------------------- | ---------------- | -------------- | -------------- | -------------------- |
| Вараб                    | 468 929 (99,84 %)    | 167 (0,04 %)     | 120 (0,03 %)   | 432 (0,09 %)   | 469 648 (100,009 %)  |
| Верхний Нил              | 344 671 (99,22 %)    | 1815 (0,52 %)    | 381 (0,11 %)   | 523 (0,15 %)   | 347 390 (98,812 %)   |
| Восточная Экватория      | 462 663 (99,78 %)    | 246 (0,05 %)     | 70 (0,02 %)    | 727 (0,15 %)   | 463 706 (99,163 %)   |
| Джонглий                 | 429 583 (99,89 %)    | 111 (0,02 %)     | 124 (0,03 %)   | 238 (0,06 %)   | 430 056 (100,236 %)  |
| Западная Экватория       | 211 639 (98,88 %)    | 1017 (0,47 %)    | 382 (0,18 %)   | 1003 (0,47 %)  | 214 041 (99,409 %)   |
| Западный Бахр-эль-Газаль | 153 839 (94,61 %)    | 7237 (4,45 %)    | 728 (0,45 %)   | 790 (0,49 %)   | 162 594 (98,843 %)   |
| Западный Верхний Нил     | 497 477 (99,85 %)    | 90 (0,02 %)      | 166 (0,03 %)   | 498 (0,1 %)    | 498 231 (99,452 %)   |
| Озёрный                  | 298 214 (99,72 %)    | 227 (0,08 %)     | 149 (0,05 %)   | 450 (0,15 %)   | 299 040 (99,614 %)   |
| Северный Бахр-эль-Газаль | 381 141 (99,76 %)    | 234 (0,06 %)     | 148 (0,04 %)   | 526 (0,14 %)   | 382 049 (98,684 %)   |
| Центральная Экватория    | 449 311 (98,22 %)    | 4985 (1,1 %)     | 1523 (0,33 %)  | 1620 (0,35 %)  | 457 439 (97,775 %)   |
| Итого на Юге             | 3 697 467 (99,282 %) | 16 129 (0,433 %) | 3791 (0,102 %) | 6807 (0,183 %) | 3 724 194 (99,211 %) |
| Северный Судан           | 38 003 (54,61 %)     | 27 918 (40,11 %) | 2230 (3,2 %)   | 1446 (2,08 %)  | 69 597 (59,837 %)    |
| За границей              | 57 048 (98,02 %)     | 841 (1,44 %)     | 201 (0,35 %)   | 113 (0,19 %)   | 58 203 (96,614 %)    |
| Итого                    | 3 792 518 (98,456 %) | 44 888 (1,165 %) | 6222 (0,162 %) | 8366 (0,217 %) | 3 851 994 (98,006 %) |

## Международная реакция
5 февраля 2011 года Генеральный секретарь ООН Пан Ги Мун, выступая на 47-й ежегодной Мюнхенской конференции по вопросам политики и безопасности, положительно оценил итоги проведения референдума о независимости Южного Судана, отметив, в частности, что плебисцит в целом прошёл мирно и достойно, но по его завершении местным властям и международному сообществу предстоит решить множество проблем, связанных с безопасностью, демаркацией границ и новым статусом региона. По его мнению, новому государству необходимо помочь с созданием инфраструктуры.
7 февраля глава дипломатии Евросоюза Кэтрин Эштон приветствовала окончательные итоги плебисцита, назвав сам референдум «историческим моментом» для этой страны. Также было отмечено, что ЕС полностью уважает итоги голосования, считая их правдивым отражением выраженных демократически пожеланий народа Южного Судана. Кроме того, было заявлено о приверженности Евросоюза оказать Северному и Южному Судану поддержку в социально-экономическом развитии и проведении демократических преобразований.
Президент США Барак Обама поздравил народ Южного Судана с успешным проведением референдума и получением независимости, а также подтвердил, что его страна признает новое государство после официального провозглашения в июле 2011 года.
Премьер-министр Великобритании Дэвид Кэмерон приветствовал официальное объявление результатов плебисцита, заявив при этом, что Север и Юг должны работать вместе для осуществления остальных положений Найвашского соглашения 2005 года.
9 февраля в Брюсселе было распространено совместное заявление стран и международных организаций, являющихся наблюдателями реализации Найвашского соглашения, в котором они выразили приветствие окончательным результатам южносуданского референдума, а также отметили положительные оценки международных и местных наблюдателей, наглядно продемонстрировавшие, что плебисцит был мирным, заслуживающим доверия и соответствовал международным стандартам. Данное заявление о признании итогов плебисцита было подписано ООН, Евросоюзом, Африканским союзом, Лигой арабских государств, Межправительственной администрацией по развитию, Великобританией, правительствами Египта и Италии, Кенией, Нидерландами, правительством Норвегии, США и Угандой.
Подписавшие этот документ страны и организации не только выразили своё согласие с результатами голосования в пользу отделения Южного Судана, но поздравили задействованные в мирном соглашении стороны с успешным проведением референдумом, а также приветствовали согласие властей Судана с итогами голосования. Кроме того, заявление содержало призыв к участникам соглашения довести до конца решение задач, возникших в результате состоявшегося решения, для будущего безопасного, мирного, экономически благополучного и стабильного сосуществования двух суданских государств, имеющих добрососедские отношения с другими странами региона. Помимо этого, в документе была подчёркнута важность дальнейшего тесного сотрудничества между Севером и Югом, а также обещана международная поддержка обоим государствам.
Также от имени Африканского союза специальное заявление по поводу итогов референдума и появления нового государства сделал бывший президент ЮАР Табо Мбеки. В документе были выражены поздравление и солидарность всему народу Судана, как жителям Юга, так и Севера, а также приветствие результатам голосования. Итоги плебисцита были названы колоссальным достижением, вкладом в дело процветания, прогресса и интеграции Африки, а также доказательством способности народов Африки решать конфликты и добиваться общих целей.